# Tavers

Tavers este o comună în departamentul Loiret din centrul Franței. În 1 ianuarie 2022 avea o populație de 1.338 de locuitori.